# روبيرت دي سوربون
روبيرت دي سوربون (بالفرنسية: Robert de Sorbon)‏، من مواليد 9 أكتوبر 1201 في السوربون بلدة صغيرة في الأردين (إقليم فرنسي)، وتوفي 15 أغسطس 1274 في باريس، هو من اللاهوت الفرنسي. مؤسس جامعة السوربون، وهي مؤسسة أنشئت للسماح للطلاب لدراسة اللاهوت العلماني دون صعوبات المادية.

## أعماله

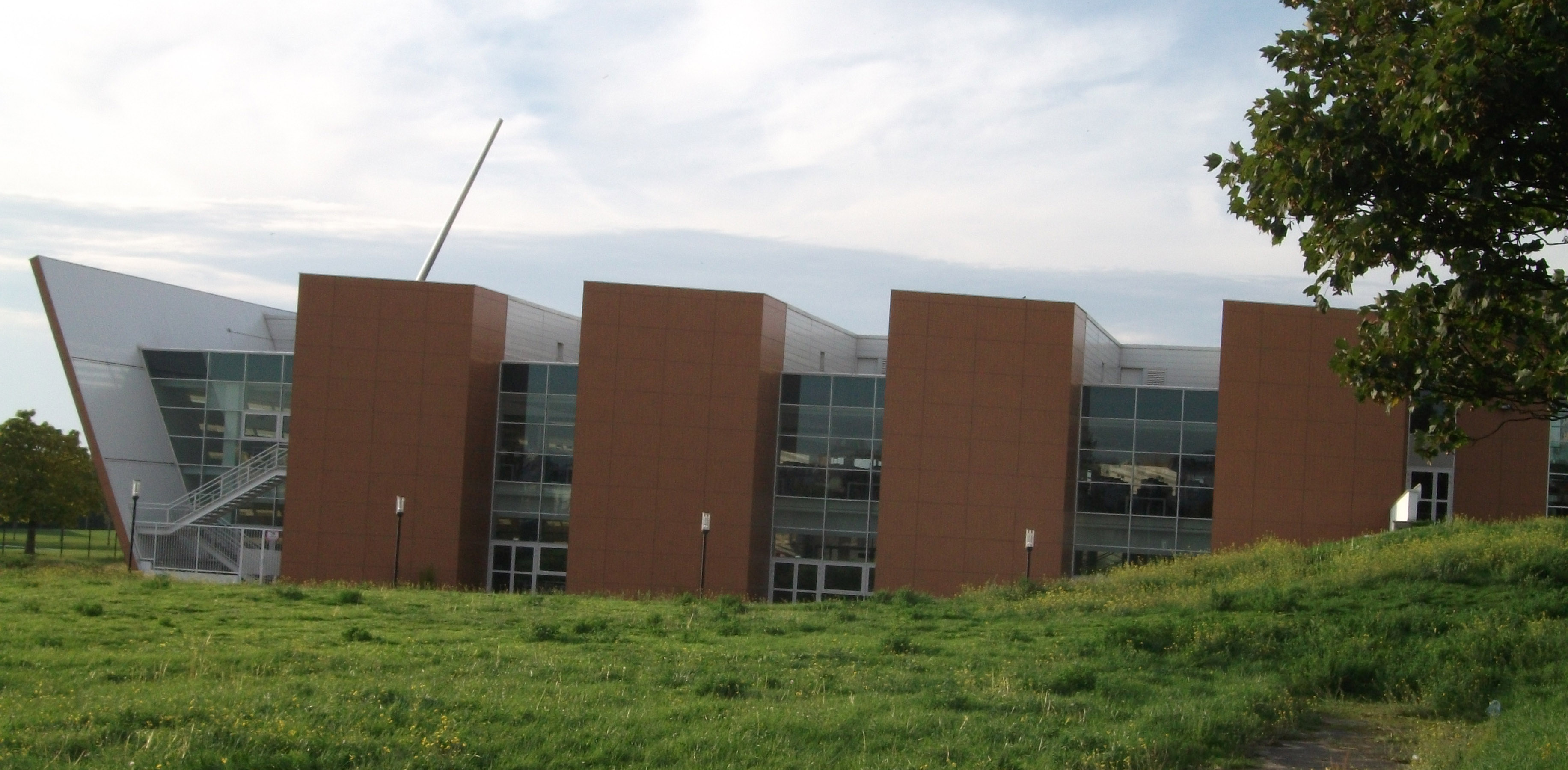
مكتبة روبرت دي السوربون

لم يكتفِ روبيرت دي سوربون بتأسيس الجامعة فقط، بل قام بإنشاء مكتبة تحتوي على عدد كبير من الكتب الأصلية والمترجمة ومخطوطات.

## روابط خارجية
- روبيرت دي سوربون على موقع الموسوعة البريطانية (الإنجليزية)